# Gorman Estacio
Gorman Estacio (Guayaquil, Ecuador; 21 de septiembre de 1997) es un futbolista ecuatoriano. Juega de defensa y su equipo actual es Cumbayá Fútbol Club de la Serie A de Ecuador.

## Trayectoria
Empezó su carrera futbolística en el diferentes equipos desde el año 2010, se formó e hizo las formativas en el varias academias de fútbol, estuvo seis meses en Barcelona Sporting Club, también en Calvi Fútbol Club, todo esto incluye la sub-12, la sub-14, la sub-16, y la sub-18 en 2016 antes de probarse en el Club Sport Emelec. Luego tuvo un paso por Rocafuerte Fútbol Club de la Segunda Categoría de Guayas, en la sub-20 mediante algunos partidos de prueba. El cuadro cementero hacía las veces de equipo filial de Emelec.
En Rocafuerte fue inscrito en su nómina de jugadores pertenecientes a las bases del equipo, por tal motivo al finalizar el préstamo volvió de Emelec en junio de 2017, pero un mes después regresó al bombillo para jugar en la reserva y posteriormente el equipo principal, en dicha temporada logró el título de campeón nacional. 
Como parte del 2017 y bajo el mando de Alfredo Arias tuvo su debut en el primer equipo en la máxima categoría del fútbol ecuatoriano el 14 de junio de 2017, en el partido de la fecha 14 de la primera etapa 2017 ante el Clan Juvenil, fue titular aquel partido que terminó en empate 2-2. Entre 2017 y 2018 disputó 4 partidos en total.
En la temporada 2019 jugó más partidos de titular en el torneo local y también tuvo su debut internacional, participó en 4 partidos de la fase de grupos de la Copa Libertadores 2019, dos ante Cruzeiro de Brasil, uno ante Huracán de Argentina y otro ante Deportivo Lara de Venezuela. También participó en algunos juegos de la Copa Ecuador.
En 2020 llega al Olmedo de Riobamba, con el Ciclón de los Andes marcó su primer gol en la Serie A el 16 de febrero de 2020 en la fecha 1 de la LigaPro Banco Pichincha, convirtió el único gol de Olmedo en la derrota ante Guayaquil City como visitante por 4-1. Convirtió el tanto al minuto 9 del partido tras asistencia de Fabrício Bagüí.

## Estadísticas

### Clubes
Actualizado al último partido disputado el 30 de noviembre de 2024.
| Club                       | Div.          | Temporada     | Liga  | Liga  | Copas nacionales | Copas nacionales | Copas internacionales | Copas internacionales | Total | Total |
| Club                       | Div.          | Temporada     | Part. | Goles | Part.            | Goles            | Part.                 | Goles                 | Part. | Goles |
| -------------------------- | ------------- | ------------- | ----- | ----- | ---------------- | ---------------- | --------------------- | --------------------- | ----- | ----- |
| Emelec · Ecuador           | 1.ª           | 2017          | 2     | 0     | —                | —                | 0                     | 0                     | 2     | 0     |
| Emelec · Ecuador           | 1.ª           | 2018          | 2     | 0     | —                | —                | 0                     | 0                     | 2     | 0     |
| Emelec · Ecuador           | 1.ª           | 2019          | 9     | 0     | 1                | 0                | 4                     | 0                     | 14    | 0     |
| Emelec · Ecuador           | Total club    | Total club    | 13    | 0     | 1                | 0                | 4                     | 0                     | 18    | 0     |
| Olmedo · Ecuador           | 1.ª           | 2020          | 12    | 2     | —                | —                | —                     | —                     | 12    | 2     |
| Olmedo · Ecuador           | Total club    | Total club    | 12    | 2     | 0                | 0                | 0                     | 0                     | 12    | 2     |
| Mushuc Runa · Ecuador      | 1.ª           | 2022          | 2     | 0     | 0                | 0                | 1                     | 0                     | 3     | 0     |
| Mushuc Runa · Ecuador      | Total club    | Total club    | 2     | 0     | 0                | 0                | 1                     | 0                     | 3     | 0     |
| S. C. Ecuador · Ecuador    | 3.ª           | 2022          | 2     | 0     | —                | —                | —                     | —                     | 2     | 0     |
| S. C. Ecuador · Ecuador    | Total club    | Total club    | 2     | 0     | 0                | 0                | 0                     | 0                     | 2     | 0     |
| Rocafuerte F. C. · Ecuador | 3.ª           | 2023          | 5     | 1     | —                | —                | —                     | —                     | 5     | 1     |
| Rocafuerte F. C. · Ecuador | Total club    | Total club    | 5     | 1     | 0                | 0                | 0                     | 0                     | 5     | 1     |
| Astillero F. C. · Ecuador  | 3.ª           | 2023          | 5     | 0     | —                | —                | —                     | —                     | 5     | 0     |
| Astillero F. C. · Ecuador  | Total club    | Total club    | 5     | 0     | 0                | 0                | 0                     | 0                     | 5     | 0     |
| Cumbayá F. C. · Ecuador    | 1.ª           | 2024          | 17    | 0     | 0                | 0                | —                     | —                     | 17    | 0     |
| Cumbayá F. C. · Ecuador    | Total club    | Total club    | 17    | 0     | 0                | 0                | 0                     | 0                     | 17    | 0     |
| Total carrera              | Total carrera | Total carrera | 56    | 3     | 1                | 0                | 5                     | 0                     | 62    | 3     |
| 1. 2.                      |               |               |       |       |                  |                  |                       |                       |       |       |

## Palmarés

### Campeonatos nacionales
| Título  | Club   | País    | Año  |
| ------- | ------ | ------- | ---- |
| Serie A | Emelec | Ecuador | 2017 |